# Limnophila (Limnophila) angustilineata
Limnophila (Limnophila) angustilineata is een tweevleugelige uit de familie steltmuggen (Limoniidae). De soort komt voor in het Neotropisch gebied.